# 카펠리니
카펠리니(이탈리아어: capellini, 단수: capellino 카펠리노[*])는 이탈리아의 파스타이다. "가는 머리카락"이란 뜻이다. 지름이 0,85 mm~0,92 mm 정도인 매우 가는 형태의 이탈리아 파스타다. 스파게티처럼 가늘고 긴 모양의 면이다.
조금 더 가는 형태의 카펠리니인 카펠리 단젤로(이탈리아어: capelli d'angelo, 단수: capello d'angelo 카펠로 단젤로[*])는 지름이 0.78~0.88 mm이며 둥지 모양처럼 동그랗게 말아 놓은 형태로도 판매된다. "천사의 머리카락"이라는 뜻이다. 카펠리 단젤로는 늦어도 14세기 이후부터 대중적인 파스타로 입지를 굳힌 것으로 보인다. 매우 가는 파스타이기 때문에 수프에 잘 어울리고 "파스타 아슈타(pasta asciutta)"처럼 해산물을 곁들여 연한 소스를 뿌려 먹어도 잘 어울린다.

## 사진

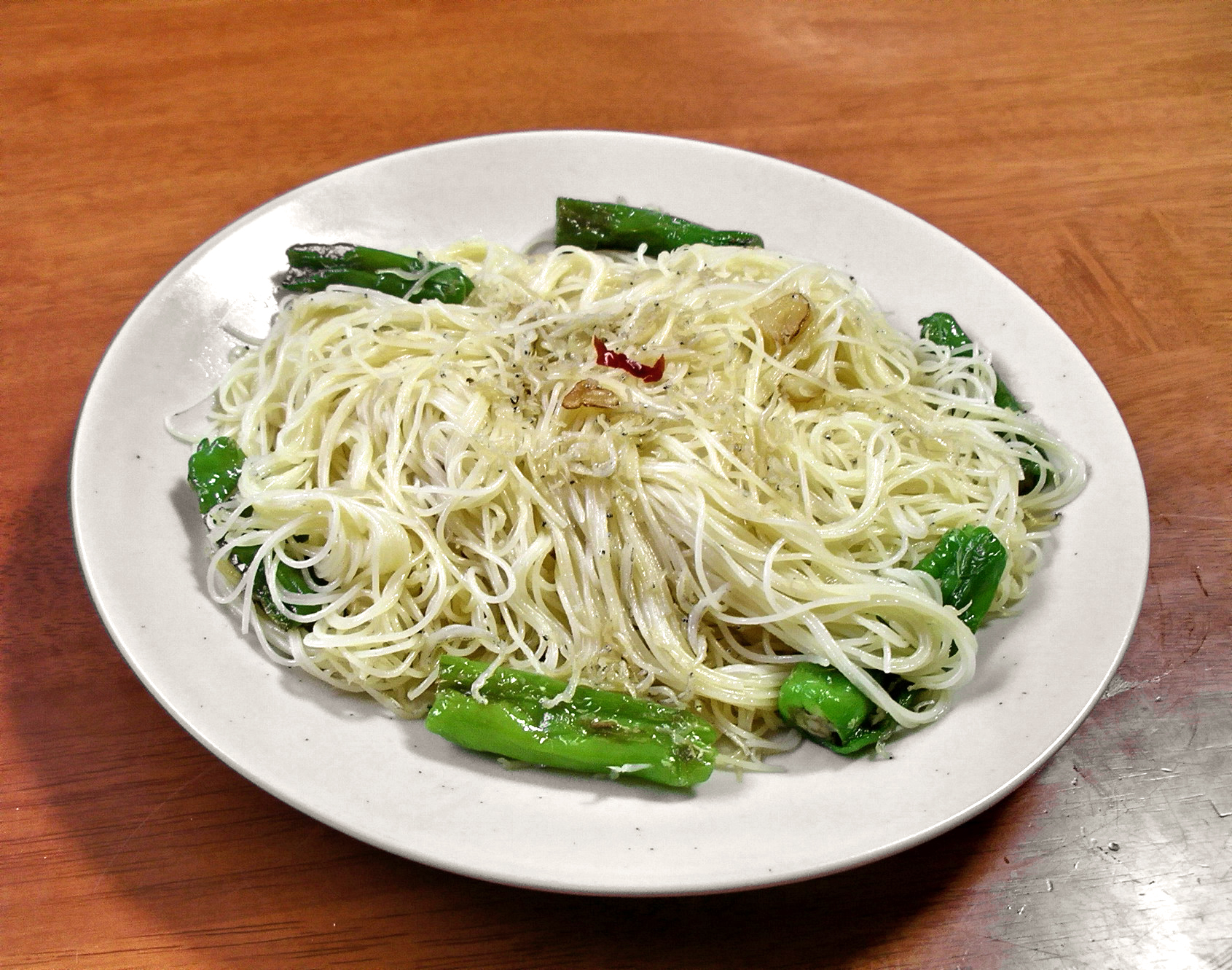
청고추와 함께 조리한 카펠리니

## 같이 보기
- 버미셀리